# Kunrau
Kunrau è una frazione del comune tedesco di Klötze, nel land della Sassonia-Anhalt.

## Storia
Kunrau costituì un comune autonomo fino al 1º gennaio 2010.